# Justin Azevedo
Justin Azevedo (* 1. dubna 1988, West Lorne, Ontario) je kanadsko-portugalský lední hokejista hrající za ruský klub Ak Bars Kazaň v KHL. Portugalské kořeny má Azevedo po matce.

## Hráčská kariéra
V roce 2008 byl draftován v 6. kole, jako 153. celkově týmem Los Angeles Kings. Jako už starší hráč (v té době mu bylo dvacet let) se Azevedo okamžitě stal profesionálem a 10. srpna 2008 podepsal roční smlouvu s farmářským týmem Kings Manchester Monarchs, který hraje AHL. I přes chybějící významnou část sezony 2008–2009, kdy utrpěl dvě zranění, Azevedo zaznamenal 36 bodů za 12 gólů a 24 asistencí v 49 zápasech a byl tak sedmý v klubovém bodování. 20. července 2009 prodloužil víceletý nováčkovský kontrakt s Manchester Monarchs. V AHL nasbíral celkem 166 bodů v 237 utkáních.
Dne 7. června 2012 odešel do Finska, aby podepsal s tamním klubem Lukko Rauma roční kontrakt. V klubu byl jmenován zástupcem kapitána a v produktivitě základní části skončil druhý za Finem Juha-Pekkou Haatajem, v 58 zápasech měl stejný počet kanadských bodů. Stal se nejlepším nováčkem v počtu asistencí i kanadských bodů, vstřelil také nejvíce gólů v oslabení. Druhé místo si vynahradil v playoff, kde s náskokem pěti bodů ovládl konečnou produktivitu. Za předvedené výkony byl na konci sezony zvolen do All-star týmu. V SM-liize nasbíral za jednu sezonu celkem 76 bodů v 72 zápasech.
Od sezóny 2013/14 podepsal dvouletý kontrakt s klubem HC Lev Praha, který je součástí ruské KHL. Po většinu sezóny měnil působiště v jednotlivých lajnách, než se ke konci základní části stabilně uchytil v první lajně, kde většinou nastupoval spolu s Jiřím Novotným a Davidem Ullströmem. Po základní části byl s 27 body 4. nejproduktivnějším hráčem svého mužstva. S týmem skončil na 3. místě v Západní konferenci a postoupil tak do playoff. Týmu se před začátkem bojů o Gagarinův pohár moc nevěřilo, ale nakonec svěřenci Kariho Jalonena překvapili. Na cestě do finále nejprve zdolali nováčka ligy Medveščak Záhřeb, následně ukrajinský Donbass Doněck a nakonec Lokomotiv Jaroslavl. Ve finále se českému mužstvu postavil suverén sezóny Metallurg Magnitogorsk, který v cestě do finále prohrál pouze 2 zápasy. Azevedo ve finále předvedl neuvěřitelný výkon, když si v 7 zápasech připsal 8 gólů a 3 asistence, přičemž v každém finálovém utkání vstřelil minimálně jednu branku. Porážce svého týmu sice nezabránil, ale s 13 brankami a 7 asistencemi byl 4. nejproduktivnějším hráčem playoff a zároveň nejproduktivnějším hráčem pražského klubu. Po konci sezóny byl za předvedené výkony uveden do All-Star týmu.
Po zaniknutí Lva Praha si Azevedo musel hledat nové angažmá. 1. července 2014 ho pak za finanční kompenzaci pro Lva získal ruský celek Ak Bars Kazaň.

## Klubové statistiky
| Sezona     | Klub                | Soutěž     | Základní část | Základní část | Základní část | Základní část | Základní část | Play off | Play off | Play off | Play off | Play off |
| Sezona     | Klub                | Soutěž     | Z             | G             | A             | B             | TM            | Z        | G        | A        | B        | TM       |
| ---------- | ------------------- | ---------- | ------------- | ------------- | ------------- | ------------- | ------------- | -------- | -------- | -------- | -------- | -------- |
| 2004/05    | Kitchener Rangers   | OHL        | 58            | 18            | 21            | 39            | 39            | 15       | 3        | 1        | 4        | 14       |
| 2005/06    | Kitchener Rangers   | OHL        | 60            | 29            | 40            | 69            | 80            | 5        | 0        | 3        | 3        | 12       |
| 2006/07    | Kitchener Rangers   | OHL        | 50            | 17            | 39            | 56            | 42            | 9        | 4        | 11       | 15       | 22       |
| 2007/08    | Kitchener Rangers   | OHL        | 67            | 43            | 81            | 124           | 69            | 20       | 10       | 26       | 36       | 33       |
| 2008/09    | Manchester Monarchs | AHL        | 49            | 12            | 24            | 36            | 31            | —        | —        | —        | —        | —        |
| 2009/10    | Manchester Monarchs | AHL        | 46            | 14            | 13            | 27            | 31            | 16       | 3        | 6        | 9        | 12       |
| 2010/11    | Manchester Monarchs | AHL        | 79            | 18            | 35            | 53            | 71            | 7        | 3        | 7        | 10       | 10       |
| 2011/12    | Manchester Monarchs | AHL        | 63            | 28            | 22            | 50            | 37            | 4        | 1        | 1        | 2        | 4        |
| 2012/13    | Lukko Rauma         | SM-liiga   | 58            | 20            | 38            | 58            | 88            | 14       | 10       | 8        | 18       | 6        |
| 2013/14    | HC Lev Praha        | KHL        | 49            | 9             | 18            | 27            | 34            | 22       | 13       | 7        | 20       | 6        |
| 2014/15    | Ak Bars Kazaň       | KHL        | 58            | 17            | 33            | 50            | 48            | 20       | 5        | 6        | 11       | 18       |
| 2015/16    | Ak Bars Kazaň       | KHL        | 59            | 17            | 36            | 53            | 26            | 7        | 1        | 1        | 2        | 8        |
| 2016/17    | Ak Bars Kazaň       | KHL        | 54            | 13            | 21            | 34            | 34            | 15       | 3        | 7        | 10       | 8        |
| 2017/18    | Ak Bars Kazaň       | KHL        | 31            | 15            | 13            | 28            | 22            | 19       | 9        | 15       | 24       | 6        |
| 2018/19    | Ak Bars Kazaň       | KHL        | 62            | 13            | 25            | 38            | 42            | 4        | 0        | 4        | 4        | 2        |
| 2019/20    | Ak Bars Kazaň       | KHL        |               |               |               |               |               |          |          |          |          |          |
| AHL celkem | AHL celkem          | AHL celkem | 237           | 72            | 94            | 166           | 170           | 27       | 7        | 14       | 21       | 26       |
| KHL celkem | KHL celkem          | KHL celkem | 312           | 84            | 146           | 230           | 206           | 87       | 31       | 40       | 71       | 48       |

### Reprezentační statistiky
| 2006            | Kanada          | MS18            | 7 | 4 | 4 | 8 | 20 |
| Junioři celkově | Junioři celkově | Junioři celkově | 7 | 4 | 4 | 8 | 20 |